# Гайсинська вулиця (Київ)
Га́йсинська ву́лиця — вулиця в Солом'янському районі м. Києва, місцевість Олександрівська слобідка. Пролягає від вулиці Андрія Головка до Народної вулиці.

## Історія
Вулиця виникла в 30-ті роки ХХ століття під назвою 464-а Нова, з 1944 року — Сояшникова. Забудована у 2-й половині 1940-х — на початку 1950-х років. Сучасна назва — з 1955 року.